# Васил (филм)
„Васил“ е испанско-българска комедийна драма с режисьор и сценарист Авелина Прат. В главните роли са Иван Бърнев и Кара Елехалде. Филмът дебютира на филмовия фестивал във Варшава през октомври 2022 година. На филмовия фестивал във Валядолид през същата година печели награда за най-добър актьор, връчена на Иван Бърнев и Кара Елехалде.

## Сюжет
Васил (Иван Бърнев) е българин, емигрирал отскоро в Испания и попаднал в ситуация да живее без дом. Той е приютен от овдовял пенсиониран архитект на име Алфредо (Кара Елехалде). Васил се оказва изключително добър в игри като бридж и шахмат, което му печели признание сред местните клубове и самия Алфредо, който обича да играе шах. Българинът си намира работа като готвач, но впоследствие е принуден да напусне, защото е нает да работи нелегално без договор. Дъщерята на Алфредо – Луиза (Александра Хименес), е силно впечатлена от Васил и от българската култура, за която чете в интернет и се застъпва за него пред баща си.

## В ролите
- Васил – Иван Бърнев
- Алфредо – Кара Елехалде
- Луиза – Александра Хименес
- Кармен – Сузи Санчез